# Sous-région de Kehys-Kainuu
La sous-région de Kehys-Kainuu (finnois : Kehys-Kainuun seutukunta) est une sous-région de Kainuu en Finlande. 
Au niveau 1 (LAU 1) des unités administratives locales définies par l'Union européenne elle porte le numéro 181.

## Municipalités
La sous-région de Kehys-Kainuu est composée des municipalités suivantes :
| Blason               | Municipalité               |
| -------------------- | -------------------------- |
| Hyrynsalmen vaakuna  | Hyrynsalmi (municipalité)  |
| Kuhmon vaakuna       | Kuhmo (ville)              |
| Puolangan vaakuna    | Puolanka (municipalité)    |
| Suomussalmen vaakuna | Suomussalmi (municipalité) |

## Population
Depuis 1980, l'évolution démographique de la sous-région de Kehys-Kainuu est la suivante:
| Année      | 1980   | 1985   | 1990   | 1995   | 2000   | 2005   | 2010   |
| ---------- | ------ | ------ | ------ | ------ | ------ | ------ | ------ |
| population | 37 012 | 35 947 | 34 073 | 32 672 | 29 502 | 26 846 | 24 447 |